# 태보

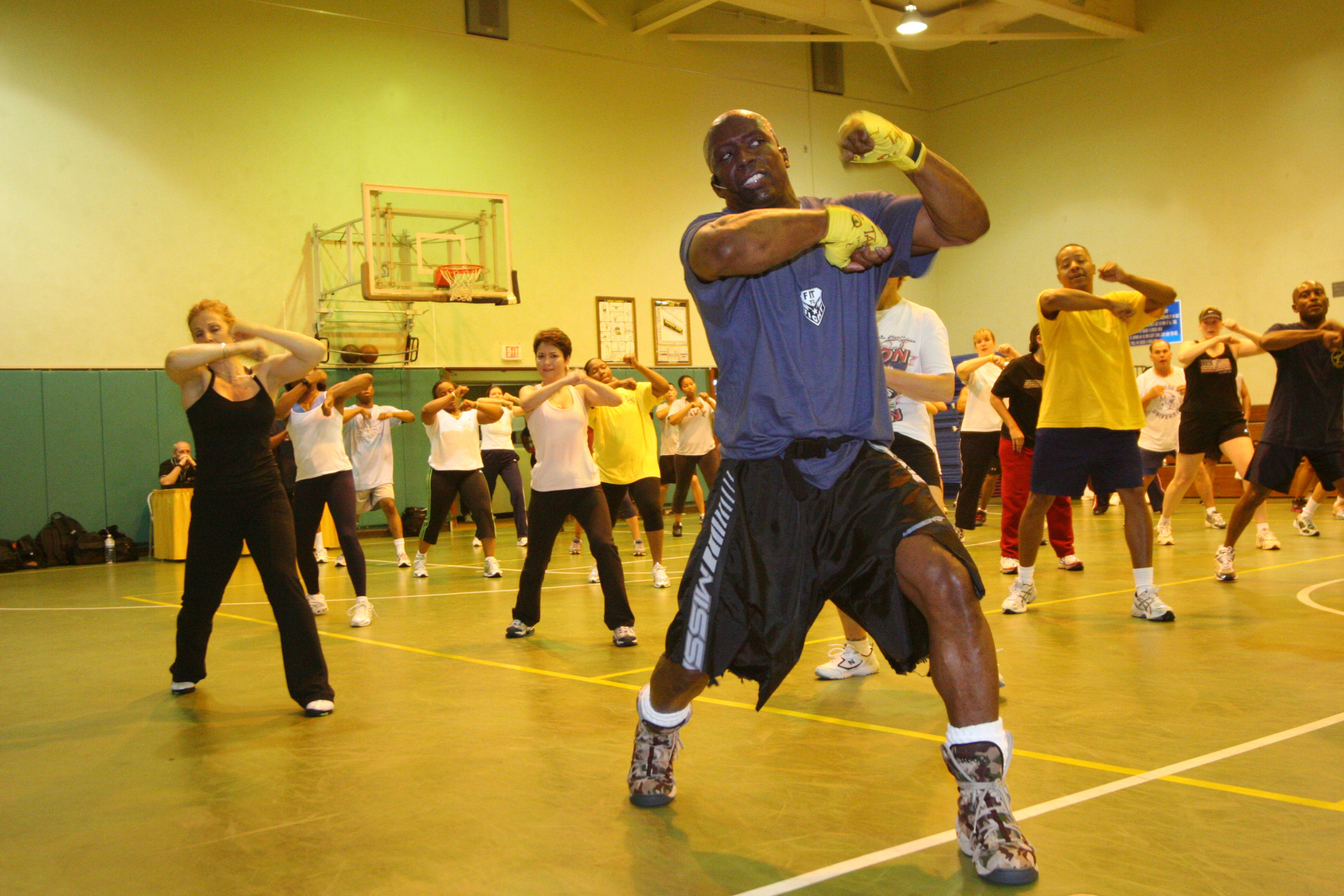
태보의 창안자 빌리 블랭크스가 수업을 주도하고 있다.

태보(Tae Bo)는 미국의 태권도인 빌리 블랭크스가 고안한 태권도와 권투, 에어로빅 등의 요소를 조합한 운동이다.